# Роберт Джарвік
Роберт Коффлер Джарвік (англ. Robert Koffler Jarvik; 11 травня 1946 — 26 травня 2025) — американський науковець, дослідник і підприємець, відомий завдяки своєму внеску в процес створення і розвитку штучного серця Jarvik-7.

## Життєпис
Народився в Мідленді (штат Мічиган) і виріс в місті Стемфорд (штат Коннектикут). Є випускником Сиракузького університету. Отримав ступінь магістра в галузі медичної техніки, закінчивши Нью-Йоркський університет .
Після чого вступив до Університету Юти, провчившись там два роки, а у 1971 році почав працювати на Віллема Йохана Колффома, голландського лікаря-винахідника в Університеті штату Юта, який працював над створенням штучних органів, в тому числі серця. Джарвік отримав ступінь доктора медицини у 1976 році в Університеті штату Юта. Будучи науковцем медичного спрямування, він так і не завершив стажування та ніколи не мав ліцензії на лікарську практику .
Ім'я Джарвіка стало відомим 1982 року, після висвітлення в новинах створеного ним штучного серця. Вперше нове серце було імплантоване літньому стоматологу Барні Кларку 2 грудня 1982 року. Пан Кларк потребував частих візитів до лікарні протягом наступних 112 днів, після чого він помер. Другий пацієнт, Вільям Шредер прожив 620 днів після трансплантації .